# Satyrium ornatum
Satyrium ornatum is een vlinder uit de familie van de Lycaenidae. De wetenschappelijke naam van de soort werd als Thecla ornata in 1890 gepubliceerd door Leech.